# Оранжевый (геральдика)
Оранжевый — нетрадиционная тинктура в геральдике, используемый крайне редко, в основном в ряде западноевропейских геральдических систем.
В геральдике существует нетрадиционная тинктура tenné, чьё название происходит от танина. Танин использовался для дубления кожи, данный цвет в гербах первоначально использовался для графической передачи цвета кожи, в том числе дублёной. Данная тинктура объединяет коричневый и оранжевый цвета. Иногда коричневый цвет (различных оттенков) выделяют в отдельную тинктуру, в таком случае он принимает на себя название «tanné», а оранжевый цвет называют просто «оранжевым».

## Шраффировка
Можно встретить различные варианты графического изображения оранжевого цвета, несхожие между собой и несоответствующие общепринятой шраффировке. Французские и английские геральдисты обозначают его горизонтальными линиями, пересекающимися с диагональными, проведёнными слева направо (вероятнее всего, это правило). Редактор «Эдинбургской энциклопедии» графически изображает этот цвет посредством пересекающихся диагональных линий. Имеется иное обозначение: вертикальные линии пересекаются с диагональными, проведёнными справа налево. Также шраффировка выполняется с помощью коротких вертикальных линий, разделённых точками.

## Символика цвета
В некоторых книгах по геральдике оранжевый цвет трактуется, как «испачканный», «запятнанный» цвет, который встречается только в гербах «опороченных», «обесчещенных», чьи владельцы утратили былое благородство. Однако исторических примеров подобного использования данной тинктуры нет.
В голландской геральдике этот цвет очень уважаем: он является отличительным знаком семьи Шалон, французских сеньоров княжества Оранского в Дофинэ, которое было унаследовано (1530) от оттоновской ветви княжеской династии Нассау. С тех пор Оранско-Нассауская династия занимала ведущее место в истории Нидерландов. Одному из её представителей, принцу Вильгельму, голландцы обязаны зарождением своей национальной государственности. «Оранский» означает «оранжевый», знак и облачение этого дома были оранжевыми, их гербы «говорящими» (то есть оранжевыми, по ассоциации с именем).

Для окрашивания щитов использовалась смесь красного и жёлтого красителей.

Герб Армении, цвет центрального щитка — оранжевый[3].
Герб города Ламорле, Франция
Герб коммуны Брюльоль, Франция
Герб города Сент-Оноре, Квебек, Канада